# Kolesov RD-36-51
Le Kolesov RD-36-51 est un réacteur qui équipe le second Tupolev Tu-144 ; il est moins gourmand et plus performant que le premier réacteur utilisé pour le premier Tu-144,.